# Monroy
Monroy – gmina w Hiszpanii, w prowincji Cáceres, w Estramadurze, o powierzchni 204,45 km². W 2011 roku gmina liczyła 1094 mieszkańców.